# جانيت بيسيرا
جانيت بيسيرا (بالإنجليزية: Janette Becerra)‏ (1965، كاغواس في الولايات المتحدة)؛ كاتِبة وشاعرة بورتوريكية، تخرجت من جامعة بورتوريكو. كانت تنشر قصائدها تحت اسمها الأدبي «إس. تورناسول» (بالإنجليزية: S. Tornasol)‏.